# Luxembourg aux Jeux olympiques d'hiver de 2022
Le Luxembourg participe aux Jeux olympiques de 2022 à Pékin en Chine du 4 au 20 février 2022. Il s'agit de sa 10e participation à des Jeux d'hiver.

## Participation
La sélection luxembourgeoise pour les Jeux olympiques d'hiver de 2022 est annoncée le 19 janvier 2022. Elle se compose de deux sportifs. Les athlètes de l'équipe du Luxembourg participent aux épreuves suivantes : 
| Sport     | Hommes | Femmes | Total |
| --------- | ------ | ------ | ----- |
| Ski alpin | 1      | 1      | 2     |
| Total     | 1      | 1      | 2     |

## Cérémonies d'ouverture et de clôture
Le Luxembourg est la 21e délégation, après la Macédoine du Nord et avant la Biélorussie, à entrer dans le stade national de Pékin au cours du défilé des nations durant la cérémonie d'ouverture. Pour la première fois aux Jeux olympiques d'hiver, le Comité international olympique autorise que les différentes délégations présentent deux porte-drapeau, une femme et un homme, pour la cérémonie d'ouverture. Le Comité olympique et sportif luxembourgeois choisit ses deux sportifs engagés, Matthieu Osch et Gwyneth Ten Raa, pour cette fonction.
Les délégations défilent mélangées lors de la cérémonie de clôture à la suite du passage de l'ensemble des porte-drapeaux des nations participantes. Le drapeau du Luxembourg est porté à nouveau par Matthieu Osch, cette fois seul.

## Résultats en ski alpin
Le système de qualification du ski alpin est établi par la Fédération internationale de ski (FIS) entre le 1er juillet 2019 et le 16 janvier 2022. Pour se qualifier, une nation doit avoir au moins un athlète répondant aux critères d'éligibilité de base en matière d'âge, d'aptitude médicale et de points pour figurer dans le classement établi par la FIS. Une fois les quotas olympiques attribués, les comités olympiques nationaux les répartissent parmi leurs athlètes éligibles. Le Luxembourg dispose de deux quotas pour les épreuves de ski alpin, un pour les hommes et un pour les femmes.
| Athlète       | Épreuve      | 1re manche    | 1re manche | 2e manche     | 2e manche | Total         | Total   |
| Athlète       | Épreuve      | Temps         | Rang       | Temps         | Rang      | Temps         | Rang    |
| ------------- | ------------ | ------------- | ---------- | ------------- | --------- | ------------- | ------- |
| Matthieu Osch | Slalom       | Abandon       | Abandon    | Éliminé       | Éliminé   | Éliminé       | Éliminé |
| Matthieu Osch | Slalom géant | 1 min 10 s 60 | 34e        | 1 min 15 s 94 | 28e       | 2 min 26 s 54 | 28e     |

| Athlète         | Épreuve      | 1re manche | 1re manche | 2e manche | 2e manche | Finale   | Finale   |
| Athlète         | Épreuve      | Temps      | Rang       | Temps     | Rang      | Temps    | Rang     |
| --------------- | ------------ | ---------- | ---------- | --------- | --------- | -------- | -------- |
| Gwyneth ten Raa | Slalom       | Abandon    | Abandon    | Éliminée  | Éliminée  | Éliminée | Éliminée |
| Gwyneth ten Raa | Slalom géant | Abandon    | Abandon    | Éliminée  | Éliminée  | Éliminée | Éliminée |